# Ramiarz
Ramiarz – osoba, która zajmuje się oprawą obrazów, plakatów, przedmiotów oraz luster. Zlecenia wykonuje na zamówienie osób prywatnych, instytucji oraz firm. 